# Pobudliwość narzędzia pomiarowego
Pobudliwość narzędzia pomiarowego – właściwość  charakteryzująca zdolność narzędzia pomiarowego do reagowania na małe zmiany wielkości mierzonej.
Próg pobudliwości to najmniejsza zmiana wartości wielkości mierzonej, która wywołuje dostrzegalną zmianę wskazania narzędzia pomiarowego.